# Pontiac G6
Pontiac G6 — автомобиль среднего класса, выпускавшийся под маркой Pontiac американского автопроизводителя General Motors. Производство G6, разработанного для смены модели Grand Am, началось осенью 2004 года. Наряду с другими автомобилями General Motors, такими как Chevrolet Malibu и Saab 9-3, автомобиль был построен на представленной в 2002 году платформе GM Epsilon. В сравнении с Grand Am 1990-х дизайн стал более консервативным — без «рёбер» на корпусе и заднего спойлера. G6 оснащался дистанционным запуском двигателя (стандарт для модификации GT, опция для базовой модели), противобуксовочной системой/ABS, динамической системой стабилизации, автоматическими фарами, а также прозрачной панорамной крышей.

## Обзор

### 2005
В 2005 году Pontiac G6 предлагался в двух комплектациях: базовой («V6») и спортивной («GT»). Однако обе использовали турбированный двигатель V6, объёмом 3,5 л, производившим 200 л. с. (150 кВт) мощности и (300 Н · м) крутящего момента. Четырёхступенчатая автоматическая коробка передач для модификации GT дополнялась функцией «ручного переключения скоростей» — TAP shift. Базовые модели оборудовались центральным замком, дистанционно управляемыми стеклоподъёмниками и зеркалами, аудиосистемой с шестью динамиками, кондиционером, складывающимися задними и моторизованным водительским сиденьями. На GT версию устанавливались аудиосистема Monsoon с восемью спикерами, дистанционный запуск, ABS и противобуксовочная система.

### 2006
В 2006 году G6 добавили два новых уровня комплектации (SE и GTP) и две новые формы кузова: купе и кабриолет с убирающимся жёстким верхом. Купе и кабриолеты были доступны только в GT и GTP версиях. В новой модели использовался двигатель DOHC Inline-4, мощностью в 167 л. с. и объёмом 2,4 л. в паре с четырёхступенчатой автоматической коробкой передач. Двигатель объёмом 3,5 л V6 стал частью спорт-пакета для базовой версии и SE, но остался стандартом для GT. GTP версия получила двигатель объёмом 3,9 л. (модифицированный 3,5 л V6) с функцией изменения фаз газораспределения (VVT), увеличивающей мощность до 240 л. с. Кабриолет GTP не был доступен с механической коробкой передач, и снижение его мощности до 227 л. с. было связано с более строгой выхлопной системой. Машины GTP также снабжались динамической системой стабилизации, недоступной на других модификациях G6.

### 2007
В 2007 году G6 претерпел больше изменений в двигателе, а стандартные боковые подушки безопасности для туловища и боковые шторки (фактически введенные в конце 2006 модельного года) были новыми. GT теперь оснащался VVT на 3,5-литровом V6, что увеличило мощность с 200 л. с. до 224 л. с. 3,9-литровый V6 стал опцией для GT, производя 227 лошадиных сил с автоматической коробке передач ч и 240 л. с. с механической коробкой передач. GTP получил новый 3,6-литровый двигатель DOHC V6 с 24 клапанами и VVT, производящий 252 л. с. при 6300 оборотах в минуту. Он работает в паре с шестиступенчатой автоматической коробкой передач. В середине модельного года шестиступенчатая механическая коробка передач была заменена двигателем объемом 3,9 л, а также мощностью 240 л. с.. Кабриолет GTP также был снят с производства. В 2008 году GDP стал GXP с более эффектными стилевыми решениями, а 3,9-литровый двигатель стал эксклюзивным конвертируемым вариантом, мощность которого снизилась до 222 л. с.. Рейтинги SAE также снизили номинальную мощность моделей объемом 2,4 и 3,5 л до 164 л. с. и 219 л. с. (217 л. с. на кабриолетах) соответственно.

### 2009
В 2009 году в модельный ряд купе были добавлены четырехцилиндровые двигатели объемом 2,4 л. Совершенно новая 6-ступенчатая автоматическая коробке передач, которая дебютировала на Chevrolet Malibu, стала дополнительной на 4-цилиндровых моделях. GM пересмотрела G6 в середине 2009 года, создав «2009.5» модельный год. Изменения заключались в пересмотре передней и задней панелей, а также в пересмотре приборной панели, в частности, в добавлении обновленного радио с возможностью Bluetooth. Купе и кабриолеты прекратили производство в конце 2009 модельного года, что делает примеры с изменениями 2009.5 довольно редкими. После появления этой модели General Motors объявила о банкротстве и объявила, что выпуск седана G6 будет прекращен в 2010 году. Большинство других моделей Pontiac были сняты с производства, но G6 пользовался большим спросом среди автопарков, что способствовало продолжению производства, пока бренд был свернут. В 2010 году G6 получил белую подсветку приборной панели вместо традиционной красной цветовой гаммы Pontiac.

### 25 ноября 2009
100 окончательных G6 были собраны 25 ноября 2009 как часть заказа флота, они были последними автомобилями Pontiac G6, собранными Соединенными Штатами.

## Безопасность
Страховой институт дорожной безопасности дал Pontiac G6 хорошую оценку за лобовой краш-тест смещение, но приемлемую оценку в краш-тестах на боковой удар, хотя боковые подушки безопасности были введены в конце 2006 модельного года. Низкая оценка за боковой удар была из-за маргинального каркаса безопасности.

## 2005 GXP Концепт
2005 GXP Концепт был собран компанией General Motors Performance Division. Она включает в себя двигатель V6 объемом 3,6 л HO VVTI и мощностью 275 л. с., шестиступенчатой механической коробкой передач F40, 19-дюймовые колеса с шинами Bridgestone Potenza RE040 255. Автомобиль был обнародован в 2004 году на шоу SEMA, а затем был продан на сайте eBay Motors. Аукцион завершился 3 мая 2009 года с победившей конкурсной заявкой по цене $ 16500,00.